# Lucy Soares
Lucy de Farias Carvalho Soares (Teresina, 11 de junho de 1967), é uma advogada e política brasileira, filiada ao Movimento Democrático Brasileiro (MDB). É vereadora de Teresina. Foi deputada estadual pelo Piauí.
Nas eleições de 2018, foi eleita deputada estadual pelo Piauí com 57.384 votos (3,16% dos votos válidos), sendo a segunda mais votada do Estado. Já nas eleições de 2024 foi eleita vereadora de Teresina com 4.633 votos (0,99%).

## Desempenho eleitoral
| Ano  | Eleição               | Partido | Cargo             | Votos  | %     | Resultado | Ref   |
| ---- | --------------------- | ------- | ----------------- | ------ | ----- | --------- | ----- |
| 2018 | Estaduais no Piauí    | PP      | Deputada Estadual | 57.384 | 3,16% | Eleita    | [ 7 ] |
| 2024 | Municipal de Teresina | MDB     | Vereadora         | 4.633  | 0,99% | Eleita    | [ 8 ] |